# Codi de línia

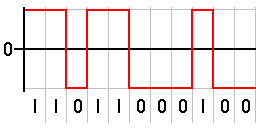
Un exemple de codificació d'un senyal binari mitjançant modulació rectangular d'amplitud de pols amb codi polar sense retorn a zero.

Codificació de 11011000100 a la codificació de Manchester.

Un exemple de codificació bipolar o AMI.

Un exemple de codi de marca bifàsica.

En telecomunicacions, un codi de línia és un patró de voltatge, corrent o fotons utilitzat per representar dades digitals transmeses per un canal de comunicació o escrites en un mitjà d'emmagatzematge. Aquest repertori de senyals se sol anomenar codi restringit als sistemes d'emmagatzematge de dades. Alguns senyals són més propensos a l'error que d'altres, ja que la física del canal de comunicació o el medi d'emmagatzematge restringeix el repertori de senyals que es poden utilitzar de manera fiable.
Les codificacions de línia habituals són el codi unipolar, polar, bipolar i Manchester.
Després de la codificació de línia, el senyal passa a través d'un canal de comunicació físic, ja sigui un mitjà de transmissió o un mitjà d'emmagatzematge de dades. Els canals físics més comuns són:
- el senyal codificat en línia es pot posar directament en una línia de transmissió, en forma de variacions de la tensió o corrent (sovint utilitzant senyalització diferencial).
- el senyal codificat en línia (el senyal de banda base) se sotmet a un model de pols addicional (per reduir l'amplada de banda de freqüència) i després es modula (per canviar la seva freqüència) per crear un senyal de RF que es pot enviar a través de l'espai lliure.
- el senyal codificat de línia es pot utilitzar per encendre i apagar una font de llum en la comunicació òptica d'espai lliure, que s'utilitza més habitualment en un comandament a distància d'infrarojos.
- el senyal codificat de línia es pot imprimir en paper per crear un codi de barres.
- el senyal codificat en línia es pot convertir en punts magnetitzats en un disc dur o unitat de cinta.
- el senyal codificat en línia es pot convertir en foses en un disc òptic.

Cada codi de línia té avantatges i desavantatges. Els codis de línia es trien per complir un o més dels criteris següents:
- Minimitzar el maquinari de transmissió.
- Facilitar la sincronització.
- Facilita la detecció i correcció d'errors.
- Aconseguir una densitat espectral objectiu.
- Eliminar un component de corrent continu.

Codis de línia comuns: codificació 6b/8b, codificació 8b/10b, codificació 64b/66b, codificació 128b/130b, codificació bipolar, codi Hamming, codificació Manchester, NRZ, modulació per posició d'impuls